# Diario de Navarra

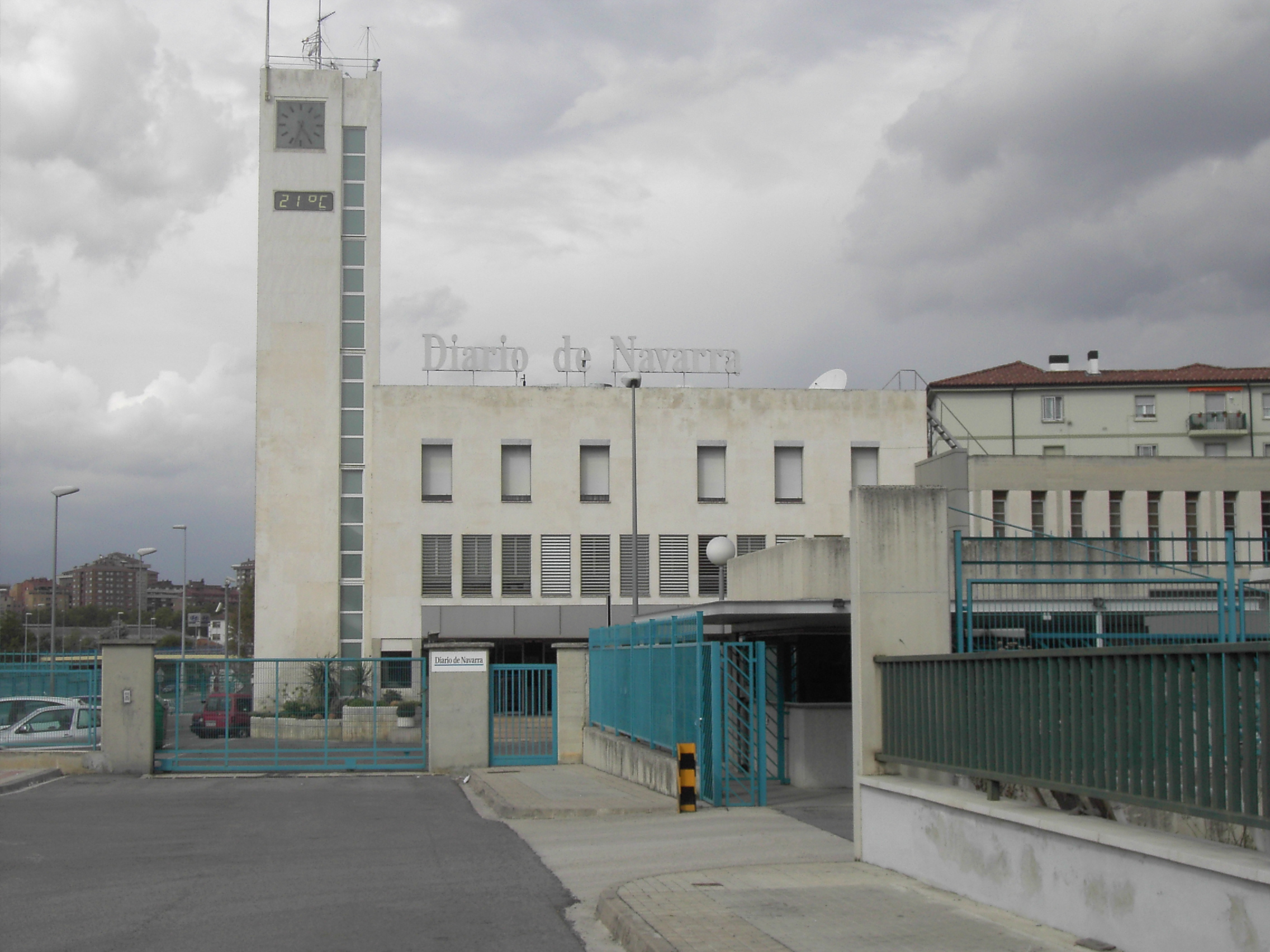
Instal·lacions del Diario de Navarra a la localitat de Cordovilla

Diario de Navarra és un diari editat a Pamplona (Navarra), un dels dos principals periòdics navarresos, junt amb Diario de Noticias de Navarra. Va ser fundat el 1903 per un grup de 56 empresaris locals i s'ha editat des de llavors sense interrupció. La seva orientació política ha estat tradicionalment de caràcter conservador i regionalista en defensa del règim foral de Navarra dins de la Corona d'Espanya. Ideològicament la seva línia editorial contemporània està vinculada a UPN.
El 25 de febrer de 1903 va sortir el seu primer número, quan Pamplona tenia 30.000 habitants; a l'època competia amb altres tres diaris, dos d'ells carlistes (El Pensamiento Navarro i La Tradición Navarra) i un de liberal, l'El Eco de Navarra, el més antic de tots ells. Els primers anys van ser tortuosos. El primer director, José Vicente Berazaluce, havia estat abans director de l'Eco de Navarra, el va succeir Eustaquio Echauri el 1905, antic sacerdot que va haver d'abandonar la direcció després de ser condemnat a desterrament per una querella interposada pel rector del Seminari, assumint la direcció Mario Ozcoidi Castán qui es va veure involucrat en un altre procés judicial en el qual va ser condemnat a vuit anys i un dia de presidi major per haver aparegut, en una edició del periòdic, un text contra el monarca Alfons XIII. Després de tres mesos a la presó va ser finalment indultat abandonant poc després la direcció, el 1912, en favor de Raimundo García García que va exercir el càrrec durant 50 anys. A causa de la seva implicació política, que el va portar a ser diputat durant la dictadura de Primo de Rivera i en la Segona República, el rotatiu va tenir una influència destacada en la Guerra Civil Espanyola; el maig de 1936 García García va ser mediador entre els carlistes navarresos i el general Mola en la trama navarresa del cop d'estat que va donar inici a l'aixecament armat dels revoltats contra l'ordre constitucional de la República, mantenint també reunions amb el general Sanjurjo. El 1962 i fins al 1990, García fou succeït per José Javier Uranga Santesteban que el 22 d'agost de 1980 va ser metrallat per ETA salvant miraculosament la vida després d'haver rebut nombrosos impactes.